# Stéphane Henchoz
Stéphane Henchoz (ur. 7 września 1974 w Billens) – szwajcarski piłkarz grający na pozycji obrońcy oraz trener.
Swoją profesjonalną karierę zaczął w Neuchatel Xamax w 1992 r. Następnie, od 1995 roku grał w Hamburger SV. W 1997 podpisał kontrakt z Blackburn Rovers. Był tam podstawowym zawodnikiem wyjściowej jedenastki. W sezonie 1998/1999 Blackburn spadło do drugiej ligi, a Henchoz, za 3,5 miliona funtów odszedł do Liverpoolu. W ciągu ponad 5-letniego pobytu na Anfield Road, regularnie grywał w pierwszym składzie. Wraz z Samim Hyypią tworzył zgrany duet na środku obrony. W 2005 roku nie mieszcząc się w pierwszej jedenastce, postanowił odejść do Celticu Glasgow, związując się z tym klubem 6-miesięczną umową. Po wygaśnięciu kontraktu Henchoz powrócił do Premiership, przechodząc do Wigan Athletic. Jednak po zaledwie jednym sezonie zmienił pracodawcę na Blackburn Rovers, w którym w 2008 roku zakończył karierę.
W reprezentacji Szwajcarii rozegrał 72 spotkania.